# Warsaw Open 2009
Warsaw Open 2009 — тенісний турнір, що проходив на відкритих кортах з ґрунтовим покриттям. Це був 13-й за ліком Warsaw Open. Належав до категорії Premier у рамках Туру WTA 2009. Відбувся в Legia Tennis Centre у Варшаві (Польща). Тривав з 18 до 23 травня 2009 року.

## Учасниці

### Сіяні учасниці
| Гравчиня            | Країна     | Рейтинг* | Сіяна |
| ------------------- | ---------- | -------- | ----- |
| Каролін Возняцкі    | Данія      | 11       | 1     |
| Агнешка Радванська  | Poland     | 12       | 2     |
| Чжен Цзє            | China      | 17       | 3     |
| Александра Возняк   | Канада     | 25       | 4     |
| Сара Еррані         | Italy      | 36       | 5     |
| Даніела Гантухова   | Словаччина | 39       | 6     |
| Бетані Маттек-Сендс | США        | 44       | 7     |
| Альона Бондаренко   | Україна    | 46       | 8     |
| Цветана Піронкова   | Болгарія   | 47       | 9     |

- Рейтинг подано станом на 11 травня 2009.
- Агнешка Радванська знялась через травму спини, тож Цветана Піронкова стала дев'ятою сіяною.

### Інші учасниці
Нижче наведено учасниць, які отримали вайлд-кард на участь в основній сітці:
- Даніела Гантухова
- Марія Шарапова
- Катажина Пітер

Нижче наведено гравчинь, які пробились в основну сітку через стадію кваліфікації:
- Іоана Ралука Олару
- Агнеш Сатмарі
- Александра Дулгеру
- Грета Арн

Такі тенісистки потрапили в основну сітку як Щасливі лузери:
- Дар'я Кустова
- Ленка Тварошкова

## Переможниці та фіналістки

### Одиночний розряд
Александра Дулгеру —  Альона Бондаренко, 7–6(3), 3–6, 6–0
- Для Дулгеру це був перший титул за кар'єру.

### Парний розряд
Ракель Копс-Джонс /  Бетані Маттек-Сендс —  Янь Цзи /  Чжен Цзє, 6–1, 6–1